# Taylorsville, Carolina de Nord
Taylorsville este un oraș și sediul comitatului Alexander din Carolina de Nord, Statele Unite ale Americii.